# Eretmocerus staufferi
Eretmocerus staufferi is een vliesvleugelig insect uit de familie Aphelinidae. De wetenschappelijke naam is voor het eerst geldig gepubliceerd in 1997 door Rose & Zolnerowich.